# برایان کیت
برایان کیت (انگلیسی: Brian Keith؛ ۱۴ نوامبر ۱۹۲۱ – ۲۴ ژوئن ۱۹۹۷) یک هنرپیشه اهل ایالات متحده آمریکا بود.
از فیلم‌ها یا برنامه‌های تلویزیونی که وی در آن نقش داشته‌است می‌توان به نوت راکنی آمریکایی، چارلی چان و نفرین ملکه اژدها، داستان دوروتی دی و اسلحه‌های جوان اشاره کرد.